# Jausiers
Jausiers (okzitanisch Jausièr) ist eine französische Gemeinde mit 1142 Einwohnern (Stand 1. Januar 2022)  und ein Dorf im Département Alpes-de-Haute-Provence in der Region Provence-Alpes-Côte d’Azur; sie gehört zum Arrondissement Barcelonnette sowie zum gleichnamigen Kanton Barcelonnette.

## Lage
Der Ort Jausiers befindet sich im Ubayetal (Durance) in den französischen Seealpen. Von der aus Barcelonnette kommenden Landstraße zweigt noch in Jausiers der Beginn des Bergpasses Col de la Bonette ab. Im weiteren Verlauf gabelt sich diese Landstraße in die Passstraßen zum Col de Vars und Col de Larche auf.

## Wappen
Beschreibung: Auf Silber ein goldener Hahn mit rotem Kamm, Schnabel und Beinen, darunter zwei goldene gekreuzte Getreideähren.

## Bevölkerungsentwicklung
| Jahr                       | 1962 | 1968 | 1975 | 1982 | 1990 | 1999 | 2009 | 2016 |
| Einwohner                  | 560  | 628  | 681  | 747  | 860  | 896  | 1095 | 1129 |
| Quellen: Cassini und INSEE |      |      |      |      |      |      |      |      |

## Baudenkmäler
Siehe: Liste der Monuments historiques in Jausiers

## Persönlichkeit
- Honoré Bonnet (1919–2005), Skilehrer, Bergführer und Alpinskitrainer

## Gemeindepartnerschaft
- Arnaudville, Louisiana, Vereinigte Staaten